# Barmsee
Der Barmsee ist ein maximal 1,12 km langer und maximal 0,49 km breiter See im Landkreis Garmisch-Partenkirchen (Oberbayern) im Gebiet der Gemeinde Krün nördlich von Mittenwald. Am Nordwestufer des Sees befindet sich ein kleiner Badeplatz.
Die geschützte Lage sowie seine relativ große Wassertiefe führen dazu, dass im Frühjahr und im Herbst keine vollständige Durchmischung der tieferen Wasserschichten stattfindet – es handelt sich um einen meromiktischen (sich nur teilweise durchmischenden) See. Infolgedessen bleiben tiefere Wasserschichten sauerstofffrei.
Um den Barmsee führt ein Wanderweg und es gibt eine Einkehrmöglichkeit.
Im Oktober 1943 notwasserte ein B-17 "Flying Fortress" Bomber im Barmsee. Das Wrack wurde 1951 gehoben.

## Ort Barmsee
Am südlichen Ufer des Sees befindet sich der Krüner Ortsteil Barmsee, der seit rund 150 Jahren existiert.